# Estados Unidos de África Latina

Los Estados Unidos de África Latina.

Los Estados Unidos del África Latina (del francés: Les États-Unis de l'Afrique Latine) fue la idea de una unión de países africanos promovida por Barthelémy Boganda, quien ejerció como primer ministro del territorio autónomo de la República Centroafricana en 1959. Los países miembros de esta entidad federal serían Angola, Zaire (actual República Democrática del Congo), Ruanda, Burundi, República Centroafricana, Chad, Gabón, Camerún y Guinea Ecuatorial. La propuesta de esta federación fue interrumpida por la muerte de Boganda en un accidente de aviación el 29 de marzo de 1959. Economistas africanos abogan por la creación de tal unión de países porque constituiría un mercado poderoso y crearía una infraestructura más viable para el desarrollo interno e internacional del continente.
Un opositor de esta idea fue el estadounidense Richard Nathaniel Wright, quien en la introducción a la traducción francesa de su libro Hombre blanco, ¡escucha! la rechazó sobre la base de que el concepto de "África Latina" significaba una "África católica" y que por lo tanto crearía una división religiosa con el África anglosajona, a la que el denominaba "África protestante". De acuerdo con Wright, estas ideas sólo reflejaban las actitudes de aquellos africanos educados en Francia o el Reino Unido, las potencias dominantes de África en ese momento. Él hacía una llamada por una solución panafricana.